# 渔篮

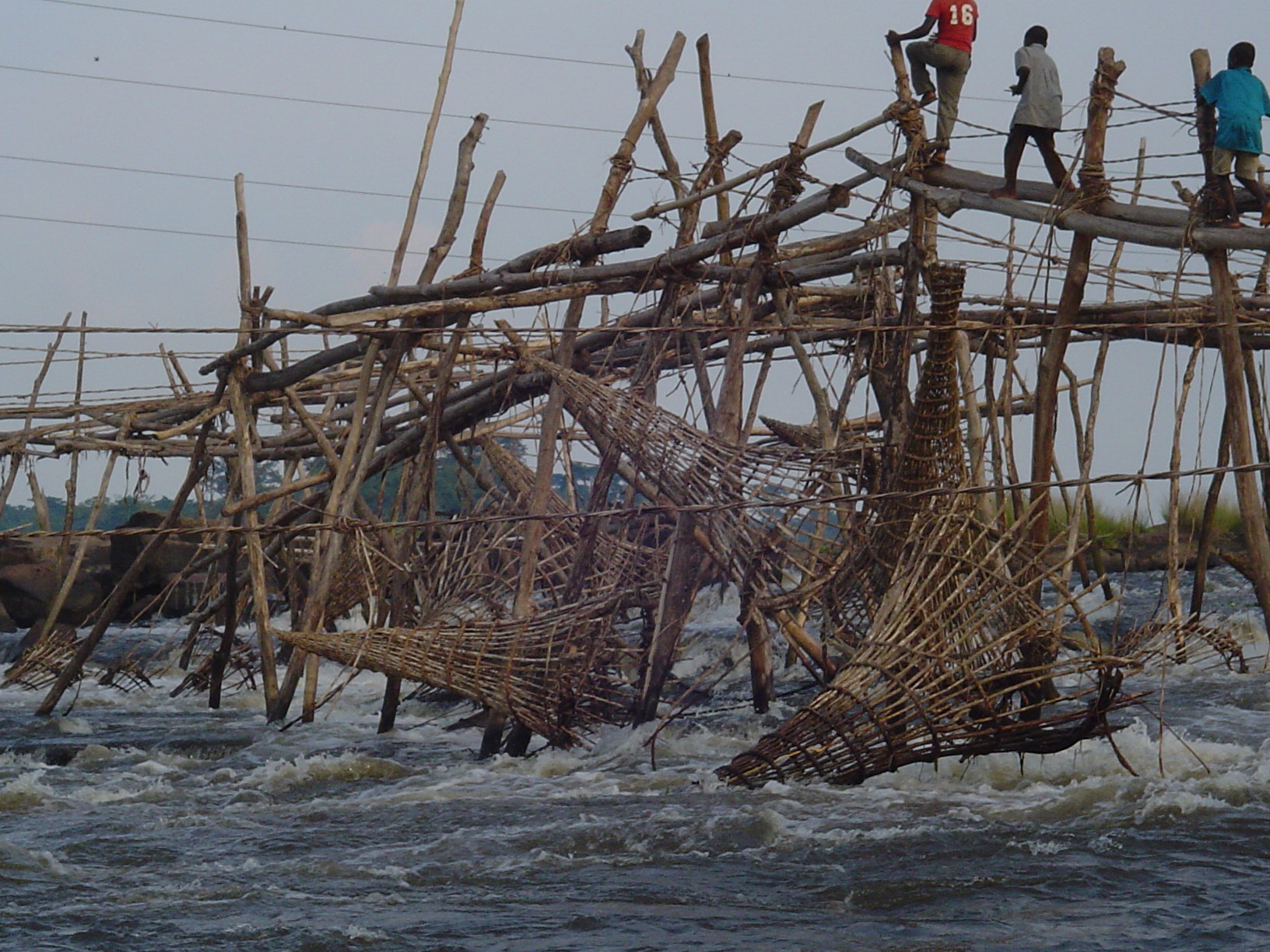
渔篮

渔篮是一种用于捕鱼的渔具。渔篮制造业能给部落族群提供收入。

## 历史
古埃及人使用竹子制作的渔梁篮子在尼罗河捕鱼。
英格兰人使用一种特殊的渔梁，除了宪章保护的海滨，在那里必须注意，渔梁的使用受到限制。
西班牙人在the Nazas River看到土著人使用渔篮便创造了“渔篮”这个单词。
刚果民主共和国制造了一个巨大的木制三脚架跨越那条河流。三脚架固定在流水中的石头上。三脚架上面绑着渔篮，以便捕捉鱼类。渔篮是一种可选择性的捕鱼工具，如果篮子大一些，只有大鱼能够进入。每2天一次去河边察看是否捕捉到了鱼。假如捕捉到了鱼，有人会潜水去河中的渔篮里取鱼。每天晚上，这种古老的捕鱼方式捕捉到的鱼儿供全家人食用，即使家里的人没有参与捕鱼行动。土著人会继承独特的渔篮制作工艺。
印度、缅甸和孟加拉国的土著人使用各种各样的渔篮来捕捉鱼类。
巴布亚新几内亚土著人使用渔篮捕鱼赚取生活收入。
印度恰尔肯德邦部落使用当地的竹子制作渔篮。
柬埔寨舞蹈能够进入正在工作的渔篮中。
爱尔兰的阿伦群岛的渔民使用渔篮捕鱼。